# NGC 4817
NGC 4817 (również PGC 83663) – zwarta galaktyka znajdująca się w gwiazdozbiorze Warkocza Bereniki. Odkrył ją 11 maja 1885 roku Guillaume Bigourdan.